# Tlumačovská tůňka
Tlumačovská tůňka je přírodní památka na západním okraji obce Tlumačov v okrese Zlín. Důvodem ochrany je rybníček se vzácnými druhy řas a velkým množstvím obojživelníků.